# IsoHunt

isoHunt — от распространённого расширения образа дисков «.iso» и англ. hunt (охота), — поисковая машина по торрент-трекерам, один из крупнейших открытых трекеров в мире. Для получения доступа к торрент-файлам регистрация не требуется, но она позволяет пользоваться дополнительными сервисами.
Сайт позволяет размещать торрент-файлы на собственных серверах, однако позиционирует себя как каталог, охватывающий и все существующие другие открытые трекеры. IsoHunt — поисковик в самом классическом смысле этого слова. Он индексирует торренты 455 разных сайтов, их суммарный объём более 1,5 Пбайт.
В новостной ленте на заглавной странице сайта и на форуме содержатся сообщения о событиях, происходящих вокруг собственно трекера. В том числе о противостоянии на юридическом поле вокруг вопросов авторских прав на обращающиеся в пиринговых сетях файлы — между администрацией isoHunt и MPAA (Motion Picture Association of America, Американской ассоциации кинокомпаний), CRIA (Canadian Recording Industry Association, Канадской ассоциации звукозаписывающей индустрии) и другими организациями.
Лозунги последних — борьба с пиратством. Официальная позиция администрации isoHunt состоит в истребовании полноценного обращения подтверждённого правообладателя и действии строго в соответствии с законом об авторских правах, пресекая попытки злоупотребления им. Сайт поддерживает эту выработанную в соответствии с американским DMCA политику, несмотря на то, что аппаратная часть isoHunt была перемещена в Канаду после прекращения обслуживания со стороны провайдера, последовавшего за неудавшимся судебном иском против isoHunt в январе 2007 года.
17 октября 2013 Variety.com сообщил, что в рамках урегулирования по иску со стороны голливудских студий о нарушении авторских прав против IsoHunt и его владельца Гэри Фанга сайт должен быть закрыт 23 октября 2013 года, и выплачены компенсации в размере $110 млн.
26 октября 2013 года Isohunt.to открылся заново на новом домене.